# 死亡飞车：混乱之上
《死亡飞车：混乱之上》（英語：Death Race: Beyond Anarchy）是一部2018年美國動作片，由唐·麥可·保羅執導並與東尼·吉格里歐共同編劇。該片為2008年電影《死亡飞车》的續集，但劇情上關聯性不大。其主演包括查克·麥葛溫、丹尼·葛洛佛、丹尼·崔喬、克莉絲汀·瑪札諾和维利斯拉夫·帕夫洛夫。《死亡飞车：混乱之上》2018年1月30日以DVD首映的方式在美國發行。

## 劇情
故事設定於在失業率和犯罪率極高的美國，政府為了區隔過多的罪犯而將他們隔離於高牆外的無政府監獄「蔓延」，該監獄由罪犯兼傳奇車手「科學怪人」所統治。在刺殺科學怪人失敗後，名為的罪犯康納·吉布森被派遣至監獄中，他的目標只有一個：進入非法運動「死亡飛車」中將科學怪人殺死。康納透過巴爾的摩·鮑勃和百事通的協助而拿到了「死亡飛車」的參賽資格，但他也愛上了美麗的調酒師珍。在這個法治、規則和恐懼的野蠻世界中，康納將不得不為自己的使命和生存而戰。

## 演員

### 賽車手
- 查克·麥葛溫[2]飾演康納·吉布森（Connor Gibson）
- 维利斯拉夫·帕夫洛夫（Velislav Pavlov）飾演科學怪人（英语：Frankenstein (Death Race)）（Frankenstein）
- 張茵（Yennis Cheung）飾演吉普希·蘿絲（Gipsy Rose）
- 卡茜·克萊兒（Cassie Clare）飾演貝西（Bexie）
- 尼可拉斯·亞倫（Nicholas Aaron）飾演強尼·勞（Johnny Law）
- 約翰·黑爾斯（John Hales）飾演警衛（Guard）
- 朱利安·西格（Julian Seager）飾演消防員（The Fireman）
- 韋利扎爾·佩耶夫（Velizar Peev）飾演納粹混蛋（Nazi bastard）
- 蘿瑞娜·坎布洛娃（Lorina Kamburova）飾演納粹婊子（Nazi Bitch）

### 其他角色
- 丹尼·葛洛佛[2]飾演巴爾的摩·鮑勃（Baltimore Bob）
- 丹尼·崔喬[2]飾演金柏格（Connor）
- 克莉絲汀·瑪札諾（英语：Christine Marzano）飾演珍（Jane）
- 佛瑞德列克·柯勒（英语：Frederick Koehler）飾演百事通（Lists）
- 露西·亞爾頓（Lucy Aarden）飾演卡莉（Carley）
- 維多莉亞·阿納尼耶娃（Victoria Ananieva）飾演辣妹

## 製作
2014年，該系列的編劇東尼·吉格里歐在Twitter上悄然宣布，將會推出《死亡飞车4》。2017年1月12日，據報導，該片正名為《死亡飞车：混乱之上》，且已拍攝完成；其演員包括查克·麥葛溫、丹尼·葛洛佛、丹尼·崔喬和蘿瑞娜·坎布洛娃，並排定於2018年發行。

## 發行
該片2018年1月30日以DVD首映的方式在美國發行。

## 外部連結
- 互联网电影数据库（IMDb）上《死亡飞车：混乱之上》的资料（英文）